# Staking der 100.000
De Staking der 100.000 was een meerdaagse staking in België tijdens de Tweede Wereldoorlog.
De staking begon op 10 mei 1941, exact één jaar na de Duitse inval in België en werd geleid door Julien Lahaut, kamerlid voor de Kommunistische Partij van België en schepen in Seraing. Tijdens de Duitse bezetting waren syndicale acties verboden door de bezettingsmacht. Op het moment van de staking gold het Molotov-Ribbentroppact, een niet-aanvalsverdrag tussen Nazi-Duitsland en de Sovjet-Unie, wat arbeiders de facto toeliet om het werk neer te leggen. De staking was geen algemene staking zoals die van 1936, maar had wel grote impact in België omdat de lonen stegen met 8% (uniek tijdens de bezetting).
De staking begon om 10 mei 1941 met een optocht van vrouwen van de staalfabriek Cockerill in Seraing. Zij protesteerden tegen een tekort aan aardappelen en de gebrekkige ravitaillering. Het nieuws verspreidde zich snel binnen de provincie Luik en leidde tot solidariteitsacties van arbeiders bij andere bedrijven in België.  Op 12 mei legden arbeiders in 22 bedrijven in het Luikse industriebekken het werk neer. De staking verspreidde zich ook naar het geïndustrialiseerde Henegouwen en de mijnen in de provincie Limburg. Op het hoogtepunt van de actie zouden tussen 60- à 70.000 arbeiders het werk hebben neergelegd. De ondergrondse pers gaf veel aandacht aan deze actie waarna deze actie ook beperkte steun kreeg van de middenklasse en hogere kringen.
Op 13 mei 1941 begaf een delegatie van zes arbeiders, Cockerill directeur-generaal Léon Greiner en Julien Lahaut zich naar Emiel De Winter, secretaris-generaal voor Landbouw en Voedselvoorziening. De secretaris-generaal zou uiteindelijk de beslissing doorschuiven naar de Duitse bezetters, maar gaf wel een introductiebrief mee. De bezetters wilden de afvaardiging pas op 17 mei 1941 ontvangen toen de staking al verder was uitgebreid. De Oberfeldkommandatur van Luik zegde een betere ravitaillering toe en maakte een opening voor loonsverhoging aan een delegatie van 3- à 400 arbeiders. Hierna werd het werk geleidelijk hervat. Uiteindelijk zouden de lonen met zo'n 8% worden verhoogd, wat weinig was om de dalende koopkracht te compenseren. Er kwamen ook stiptheidspremies voor de mijnwerkers, de opzegtermijnen werden verhoogd en het Arbeidsambt moest goedkeuring geven bij een ontslag. Dit alles om de kolenproductie op peil te houden.
De staking vond ook weerklank buiten België. Op 27 mei 1941 legden zo'n 17.000 Noord-Franse mijnwerkers het werk neer om te protesteren tegen de voedseltekorten en voor meer loon, maar deze staking werd repressiever neergeslaan door de bezetters. Na de Duitse inval in de Sovjet-Unie in juni 1941 werd de beperkte tolerantie voor communisten volledig opgeheven en werd Julien Lahaut opgesloten.